# Gouvernement Dăscălescu II
Roumanie
Dăscălescu I Roman I
Le gouvernement Dăscălescu II (Guvernul Dăscălescu (2), en roumain) est le gouvernement de la République socialiste de Roumanie entre le 23 mars 1985 et le 22 décembre 1989. Il s'agit du dernier gouvernement avant la révolution roumaine de 1989.

## Composition

### Composition initiale
| Fonction | Titulaire                              | Titulaire                                           | Parti |
| --- | -------------------------------------- | --------------------------------------------------- | ----- |
| Premier ministre                                                                                              |                                        | Constantin Dăscălescu                               | PCR   |
| Première vice-présidente du Conseil des ministres                                                             |                                        | Elena Ceaușescu                                     | PCR   |
| Vice-président du Conseil des ministres                                                                       |                                        | Gheorghe Oprea                                      | PCR   |
| Vice-président du Conseil des ministres                                                                       |                                        | Ion Dincă                                           | PCR   |
| Vice-président du Conseil des ministres                                                                       |                                        | Ludovic Fazekas                                     | PCR   |
| Vice-président du Conseil des ministres                                                                       |                                        | Gheorghe Petrescu                                   | PCR   |
| Vice-présidente du Conseil des ministres                                                                      |                                        | Alexandrina Găinușe (jusqu'au 17 juin 1986)         | PCR   |
| Vice-présidente du Conseil des ministres                                                                      | Aneta Spornic                          |                                                     | PCR   |
| Vice-président du Conseil des ministres                                                                       |                                        | Ion M. Nicolae                                      | PCR   |
| Vice-président du Conseil des ministres                                                                       |                                        | Ioan Totu                                           | PCR   |
| Vice-président du Conseil des ministres                                                                       |                                        | Ioan Avram (jusqu'au 17 octobre 1985)               | PCR   |
| Vice-président du Conseil des ministres                                                                       |                                        | Nicolae Constantin                                  | PCR   |
| Vice-président du Conseil des ministres                                                                       |                                        | Ion C. Petre (à partir du 8 novembre 1985)          | PCR   |
| Ministres |                                        |                                                     |       |
| Ministre de l'Intérieur                                                                                       |                                        | George Homoștean                                    | PCR   |
| Ministre des Affaires étrangères                                                                              |                                        | Ștefan Andrei (jusqu'au 8 novembre 1985)            | PCR   |
| Ministre des Affaires étrangères                                                                              | Ilie Văduva                            |                                                     | PCR   |
| Ministre de la Justice                                                                                        |                                        | Gheorghe Chivulescu                                 | PCR   |
| Ministre de la Défense nationale                                                                              |                                        | Constantin Olteanu (jusqu'au 16 décembre 1985)      | PCR   |
| Ministre de la Défense nationale                                                                              | Vasile Milea                           |                                                     | PCR   |
| Président du Comité d'État de la Planification                                                                |                                        | Ștefan Bârlea                                       | PCR   |
| Ministre des Finances                                                                                         |                                        | Petre Gigea                                         | PCR   |
| Ministre de l'Industrie métallurgique                                                                         |                                        | Neculai Agachi (jusqu'au 16 décembre 1985)          | PCR   |
| Ministre de l'Industrie métallurgique                                                                         | Marin Enache                           |                                                     | PCR   |
| Ministre de l'Industrie chimique                                                                              |                                        | Gheorghe Dinu                                       | PCR   |
| Ministre de l'Industrie pétrochimique                                                                         |                                        | Adrian Stoica (à partir du 10 août 1985)            | PCR   |
| Ministre des Mines                                                                                            |                                        | Marin Ștefanache (jusqu'au 18 octobre 1985)         | PCR   |
| Ministre des Mines                                                                                            | Ilie Verdeț (jusqu'au 20 juin 1986)    |                                                     | PCR   |
| Ministre du Pétrole                                                                                           |                                        | Ilie Câșu (jusqu'au 20 juin 1986)                   | PCR   |
| Ministre de la Géologie (jusqu'au 20 juin 1986) Ministre des Mines, du Pétrole et de la Géologie              |                                        | Ioan Folea                                          | PCR   |
| Ministre de l'Énergie électrique                                                                              |                                        | Nicolae Bușui (jusqu'au 17 octobre 1985)            | PCR   |
| Ministre de l'Énergie électrique                                                                              | Ion Licu (jusqu'au 7 mars 1986)        |                                                     | PCR   |
| Ministre de l'Énergie électrique                                                                              | Ioan Avram                             |                                                     | PCR   |
| Ministre de l'Industrialisation du bois et des matériaux de construction                                      |                                        | Richard Winter                                      | PCR   |
| Ministre des Constructions industrielles                                                                      |                                        | Ion C. Petre (jusqu'au 8 novembre 1985)             | PCR   |
| Ministre des Constructions industrielles                                                                      | Ioan Avram (jusqu'au 7 mars 1986)      |                                                     | PCR   |
| Ministre des Constructions industrielles                                                                      | Alexandru Dimitriu                     |                                                     | PCR   |
| Ministre de l'Industrie des constructions automobiles                                                         |                                        | Alexandru Necula (jusqu'au 28 juin 1985)            | PCR   |
| Ministre de l'Industrie des constructions automobiles                                                         | Marin Nedelcu (jusqu'au 7 mars 1986)   |                                                     | PCR   |
| Ministre de l'Industrie d'outils lourds                                                                       |                                        | Mihai Moraru                                        | PCR   |
| Ministre de l'Industrie électrotechnique                                                                      |                                        | Alexandru Necula (à partir du 28 juin 1985)         | PCR   |
| Ministre de l'Industrie légère                                                                                |                                        | Ion Pățan (jusqu'au 5 juin 1986)                    | PCR   |
| Ministre de l'Industrie légère                                                                                | Alexandrina Găinușe                    |                                                     | PCR   |
| Ministre de l'Agriculture et de l'Industrie alimentaire (jusqu'au 20 décembre 1985) Ministre de l'Agriculture |                                        | Gheorghe David                                      | PCR   |
| Ministre de la Sylviculture                                                                                   |                                        | Ion Cioară (jusqu'au 17 janvier 1986)               | PCR   |
| Ministre de la Sylviculture                                                                                   | Eugen Tarhon (jusqu'au 7 mars 1986)    |                                                     | PCR   |
| Ministre de l'Industrie alimentaire et de l'Acquisition des produits agricoles                                |                                        | Gheorghe Pană (du 16 décembre 1985 au 11 août 1986) | PCR   |
| Ministre de l'Industrie alimentaire et de l'Acquisition des produits agricoles                                | Paula Prioteasa (jusqu'au 7 mars 1986) |                                                     | PCR   |
| Ministre du Commerce intérieur                                                                                |                                        | Ana Mureșan                                         | PCR   |
| Ministre du Commerce extérieur et de la Coopération économique internationale                                 |                                        | Vasile Pungan                                       | PCR   |
| Ministre de l’Approvisionnement technico-matériel et du Contrôle de la gestion des fonds fixes                |                                        | Petre Preoteasa                                     | PCR   |
| Ministre des Transports et des Télécommunications                                                             |                                        | Vasile Bulucea (jusqu'au 9 août 1986)               | PCR   |
| Ministre des Transports et des Télécommunications                                                             | Pavel Aron (jusqu'au 7 mars 1986)      |                                                     | PCR   |
| Ministre du Tourisme                                                                                          |                                        | Ion Stănescu                                        | PCR   |
| Ministre de la Santé                                                                                          |                                        | Victor Ciobanu                                      | PCR   |
| Ministre du Travail                                                                                           |                                        | Maxim Berghianu                                     | PCR   |
| Ministre de l'Éducation et de l'Apprentissage                                                                 |                                        | Ion Teoreanu                                        | PCR   |
| Ministre pour les Problèmes de la jeunnesse                                                                   |                                        | Nicu Ceaușescu                                      | PCR   |

### Remaniement du 26 août 1986
| Fonction                                                                                       | Titulaire               | Titulaire                                       | Parti |
| ---------------------------------------------------------------------------------------------- | ----------------------- | ----------------------------------------------- | ----- |
| Premier ministre                                                                               |                         | Constantin Dăscălescu                           | PCR   |
| Première vice-présidente du Conseil des ministres                                              |                         | Elena Ceaușescu                                 | PCR   |
| Vice-président du Conseil des ministres                                                        |                         | Gheorghe Oprea                                  | PCR   |
| Vice-président du Conseil des ministres                                                        |                         | Ion Dincă                                       | PCR   |
| Vice-président du Conseil des ministres                                                        |                         | Ludovic Fazekas                                 | PCR   |
| Vice-président du Conseil des ministres                                                        |                         | Gheorghe Petrescu                               | PCR   |
| Vice-présidente du Conseil des ministres                                                       |                         | Aneta Spornic                                   | PCR   |
| Vice-président du Conseil des ministres                                                        |                         | Nicolae Constantin (jusqu'au 14 avril 1987)     | PCR   |
| Vice-président du Conseil des ministres                                                        | Neculai Ibănescu        |                                                 | PCR   |
| Vice-président du Conseil des ministres                                                        |                         | Ion C. Petre                                    | PCR   |
| Vice-président du Conseil des ministres                                                        |                         | Cornel Pacoste                                  | PCR   |
| Vice-président du Conseil des ministres                                                        |                         | Dimitrie Ancuța                                 | PCR   |
| Ministres                                                                                      |                         |                                                 |       |
| Ministre de l'Intérieur                                                                        |                         | George Homoștean                                | PCR   |
| Ministre des Affaires étrangères                                                               |                         | Ioan Totu                                       | PCR   |
| Ministre de la Justice                                                                         |                         | Gheorghe Chivulescu                             | PCR   |
| Ministre de la Défense nationale                                                               |                         | Vasile Milea (jusqu'au 16 décembre 1985)        | PCR   |
| Président du Comité d'État de la Planification                                                 |                         | Ștefan Bârlea                                   | PCR   |
| Ministre des Finances                                                                          |                         | Alexandru Babe                                  | PCR   |
| Ministre de l'Industrie métallurgique                                                          |                         | Marin Enache                                    | PCR   |
| Ministre de l'Industrie chimique                                                               |                         | Gheorghe Dinu                                   | PCR   |
| Ministre de l'Industrie pétrochimique                                                          |                         | Adrian Stoica                                   | PCR   |
| Ministre des Mines                                                                             |                         | Marin Ștefanache (à partir du 3 septembre 1987) | PCR   |
| Ministre du Pétrole                                                                            |                         | Nicolae Amza (à partir du 3 septembre 1987)     | PCR   |
| Ministre des Mines, du Pétrole et de la Géologie                                               |                         | Ioan Folea (jusqu'au 3 septembre 1987)          | PCR   |
| Ministre de l'Énergie électrique                                                               |                         | Ioan Avram                                      | PCR   |
| Ministre de l'Industrialisation du bois et des matériaux de construction                       |                         | Richard Winter (jusqu'au 1er septembre 1987)    | PCR   |
| Ministre de l'Industrialisation du bois et des matériaux de construction                       | Gheorghe Constantinescu |                                                 | PCR   |
| Ministre des Constructions industrielles                                                       |                         | Alexandru Dimitriu                              | PCR   |
| Ministre de l'Industrie des constructions automobiles                                          |                         | Marin Nedelcu (jusqu'au 6 mai 1987)             | PCR   |
| Ministre de l'Industrie des constructions automobiles                                          | Șerban Teodorescu       |                                                 | PCR   |
| Ministre de l'Industrie d'outils lourds                                                        |                         | Mihai Moraru (jusqu'au 1er septembre 1987)      | PCR   |
| Ministre de l'Industrie d'outils lourds                                                        | Gheorghe Dinu           |                                                 | PCR   |
| Ministre de l'Industrie électrotechnique                                                       |                         | Alexandru Necula (jusqu'au 3 octobre 1987)      | PCR   |
| Ministre de l'Industrie électrotechnique                                                       | Nicolae Vaidescu        |                                                 | PCR   |
| Ministre de l'Industrie légère                                                                 |                         | Alexandrina Găinușe (jusqu'au 3 février 1987)   | PCR   |
| Ministre de l'Industrie légère                                                                 | Lina Ciobanu            |                                                 | PCR   |
| Ministre de l'Agriculture                                                                      |                         | Gheorghe David                                  | PCR   |
| Ministre de la Sylviculture                                                                    |                         | Eugen Tarhon                                    | PCR   |
| Ministre de l'Industrie alimentaire et de l'Acquisition des produits agricoles                 |                         | Paula Prioteasa                                 | PCR   |
| Ministre du Commerce intérieur                                                                 |                         | Ana Mureșan                                     | PCR   |
| Ministre du Commerce extérieur et de la Coopération économique internationale                  |                         | Ilie Văduva                                     | PCR   |
| Ministre de l'Approvisionnement technico-matériel et du Contrôle de la gestion des fonds fixes |                         | Petre Preoteasa                                 | PCR   |
| Ministre des Transports et des Télécommunications                                              |                         | Pavel Aron                                      | PCR   |
| Ministre du Tourisme                                                                           |                         | Ion Stănescu                                    | PCR   |
| Ministre de la Santé                                                                           |                         | Victor Ciobanu                                  | PCR   |
| Ministre du Travail                                                                            |                         | Maxim Berghianu                                 | PCR   |
| Ministre de l'Éducation et de l'Apprentissage                                                  |                         | Ion Teoreanu                                    | PCR   |
| Ministre pour les Problèmes de la jeunnesse                                                    |                         | Nicu Ceaușescu                                  | PCR   |

### Remaniement du 11 septembre 1987
| Fonction                                                                                       | Titulaire                                             | Titulaire                                             | Parti |
| ---------------------------------------------------------------------------------------------- | ----------------------------------------------------- | ----------------------------------------------------- | ----- |
| Premier ministre                                                                               |                                                       | Constantin Dăscălescu                                 | PCR   |
| Première vice-présidente du Conseil des ministres                                              |                                                       | Elena Ceaușescu                                       | PCR   |
| Vice-président du Conseil des ministres                                                        |                                                       | Gheorghe Oprea                                        | PCR   |
| Vice-président du Conseil des ministres                                                        |                                                       | Ion Dincă                                             | PCR   |
| Vice-président du Conseil des ministres                                                        |                                                       | Ludovic Fazekas                                       | PCR   |
| Vice-président du Conseil des ministres                                                        |                                                       | Gheorghe Petrescu (jusqu'au 29 septembre 1987)        | PCR   |
| Vice-président du Conseil des ministres                                                        |                                                       | Neculai Ibănescu (jusqu'au 17 mars 1989)              | PCR   |
| Vice-président du Conseil des ministres                                                        |                                                       | Cornel Pacoste                                        | PCR   |
| Vice-président du Conseil des ministres                                                        |                                                       | Ștefan Andrei                                         | PCR   |
| Vice-président du Conseil des ministres                                                        |                                                       | Ion Constantinescu (jusqu'au 29 avril 1988)           | PCR   |
| Vice-président du Conseil des ministres                                                        | Barbu Petrescu (du 29 avril 1988 au 16 novembre 1988) |                                                       | PCR   |
| Vice-président du Conseil des ministres                                                        | Ion Radu                                              |                                                       | PCR   |
| Vice-président du Conseil des ministres                                                        |                                                       | Lina Ciobanu                                          | PCR   |
| Vice-président du Conseil des ministres                                                        |                                                       | Constantin Radu (du 30 septembre 1987 au 20 mai 1988) | PCR   |
| Ministres                                                                                      |                                                       |                                                       |       |
| Ministre de l'Intérieur                                                                        |                                                       | George Homoștean (jusqu'au 3 octobre 1987)            | PCR   |
| Ministre de l'Intérieur                                                                        | Teodor Postenicu (jusqu'au 22 novembre 1987)          |                                                       | PCR   |
| Ministre de l'Intérieur                                                                        | Ariciu Ioan Constantin (jusqu'au 25 mars 1988)        |                                                       | PCR   |
| Ministre de l'Intérieur                                                                        | Tudor Postelnicu                                      |                                                       | PCR   |
| Ministre des Affaires étrangères                                                               |                                                       | Ioan Totu (jusqu'au 2 novembre 1989)                  | PCR   |
| Ministre des Affaires étrangères                                                               | Ion Stoian                                            |                                                       | PCR   |
| Ministre de la Justice                                                                         |                                                       | Gheorghe Chivulescu (jusqu'au 3 octobre 1987)         | PCR   |
| Ministre de la Justice                                                                         | Maria Bobu                                            |                                                       | PCR   |
| Ministre de la Défense nationale                                                               |                                                       | Vasile Milea                                          | PCR   |
| Président du Comité d'État de la Planification                                                 |                                                       | Ștefan Bârlea (jusqu'au 17 juin 1988)                 | PCR   |
| Président du Comité d'État de la Planification                                                 | Radu Bălan (jusqu'au 2 novembre 1989)                 |                                                       | PCR   |
| Président du Comité d'État de la Planification                                                 | Ioan Totu                                             |                                                       | PCR   |
| Ministre des Finances                                                                          |                                                       | Alexandru Babe (jusqu'au 5 décembre 1987)             | PCR   |
| Ministre des Finances                                                                          | Gheorghe Paraschiv (jusqu'au 17 mars 1989)            |                                                       | PCR   |
| Ministre des Finances                                                                          | Ion Pățan                                             |                                                       | PCR   |
| Ministre de l'Industrie métallurgique                                                          |                                                       | Marin Enache                                          | PCR   |
| Ministre de l'Industrie chimique                                                               |                                                       | Gheorghe Dinu                                         | PCR   |
| Ministre de l'Industrie pétrochimique                                                          |                                                       | Adrian Stoica                                         | PCR   |
| Ministre des Mines                                                                             |                                                       | Marin Ștefanache (jusqu'au 23 novembre 1989)          | PCR   |
| Ministre des Mines                                                                             | Irimie Catargiu                                       |                                                       | PCR   |
| Ministre du Pétrole                                                                            |                                                       | Nicolae Amza                                          | PCR   |
| Ministre de l'Énergie électrique                                                               |                                                       | Ioan Avram (jusqu'au 29 septembre 1987)               | PCR   |
| Ministre de l'Énergie électrique                                                               | Petre Fluture                                         |                                                       | PCR   |
| Ministre de l'Industrialisation du bois et des matériaux de construction                       |                                                       | Gheorghe Constantinescu                               | PCR   |
| Ministre des Constructions industrielles                                                       |                                                       | Alexandru Dimitriu                                    | PCR   |
| Ministre de l'Industrie des constructions automobiles                                          |                                                       | Șerban Teodorescu (jusqu'au 20 mai 1988)              | PCR   |
| Ministre de l'Industrie des constructions automobiles                                          | Radu Paul Păunescu (jusqu'au 16 novembre 1988)        |                                                       | PCR   |
| Ministre de l'Industrie des constructions automobiles                                          | Alexandru Roșu (jusqu'au 24 janvier 1989)             |                                                       | PCR   |
| Ministre de l'Industrie des constructions automobiles                                          | Eugeniu Rădulescu                                     |                                                       | PCR   |
| Ministre de l'Industrie d'outils lourds                                                        |                                                       | Gheorghe Dinu (jusqu'au 3 février 1988)               | PCR   |
| Ministre de l'Industrie d'outils lourds                                                        | Radu Paul Păunescu (jusqu'au 20 mai 1988)             |                                                       | PCR   |
| Ministre de l'Industrie électrotechnique                                                       |                                                       | Nicolae Vaidescu                                      | PCR   |
| Ministre de l'Industrie légère                                                                 |                                                       | Maria Flucsă                                          | PCR   |
| Ministre de l'Agriculture                                                                      |                                                       | Gheorghe David                                        | PCR   |
| Ministre de la Sylviculture                                                                    |                                                       | Eugen Tarhon                                          | PCR   |
| Ministre de l'Industrie alimentaire et de l'Acquisition des produits agricoles                 |                                                       | Paula Prioteasa                                       | PCR   |
| Ministre du Commerce intérieur                                                                 |                                                       | Ana Mureșan                                           | PCR   |
| Ministre du Commerce extérieur et de la Coopération économique internationale                  |                                                       | Ilie Văduva (jusqu'au 17 juin 1988)                   | PCR   |
| Ministre du Commerce extérieur et de la Coopération économique internationale                  | Ioan Ungur                                            |                                                       | PCR   |
| Ministre de l'Approvisionnement technico-matériel et du Contrôle de la gestion des fonds fixes |                                                       | Petre Preoteasa (jusqu'au 3 octobre 1987)             | PCR   |
| Ministre de l'Approvisionnement technico-matériel et du Contrôle de la gestion des fonds fixes | Ion C. Petre (jusqu'au 29 avril 1988)                 |                                                       | PCR   |
| Ministre de l'Approvisionnement technico-matériel et du Contrôle de la gestion des fonds fixes | Gheorghe Stoica                                       |                                                       | PCR   |
| Ministre des Transports et des Télécommunications                                              |                                                       | Pavel Aron                                            | PCR   |
| Ministre du Tourisme                                                                           |                                                       | Ion Stănescu                                          | PCR   |
| Ministre de la Santé                                                                           |                                                       | Victor Ciobanu                                        | PCR   |
| Ministre du Travail                                                                            |                                                       | Maxim Berghianu                                       | PCR   |
| Ministre de l'Éducation et de l'Apprentissage                                                  |                                                       | Ion Teoreanu                                          | PCR   |
| Ministre pour les Problèmes de la jeunnesse                                                    |                                                       | Nicu Ceaușescu (jusqu'au 17 octobre 1987)             | PCR   |
| Ministre pour les Problèmes de la jeunnesse                                                    | Ioan Toma                                             |                                                       | PCR   |